# Hexenprozesse im Klosteramt Dobbertin

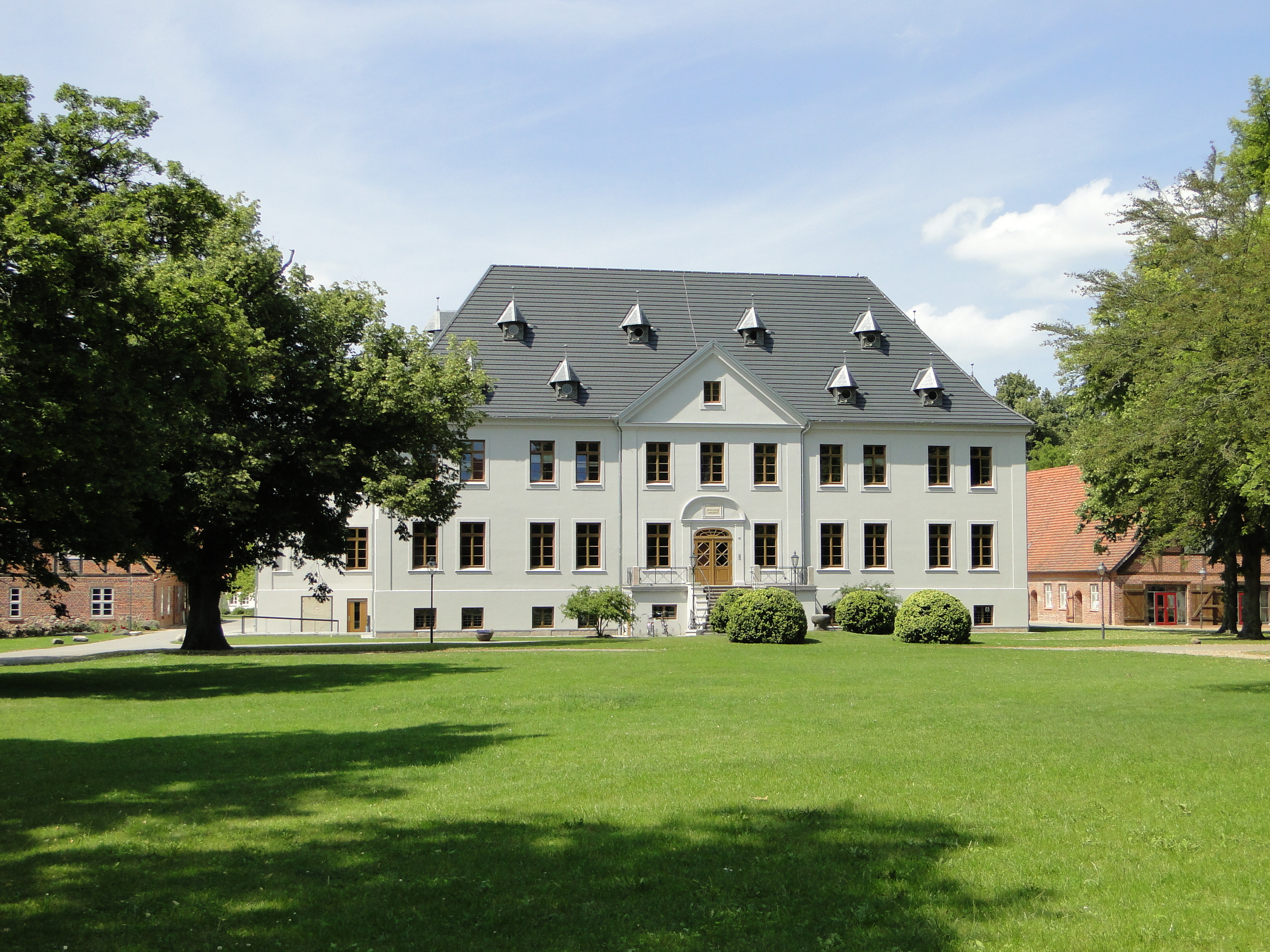
Amtshaus mit Gerichtszimmer im Kloster Dobbertin (2011)

## Geschichte

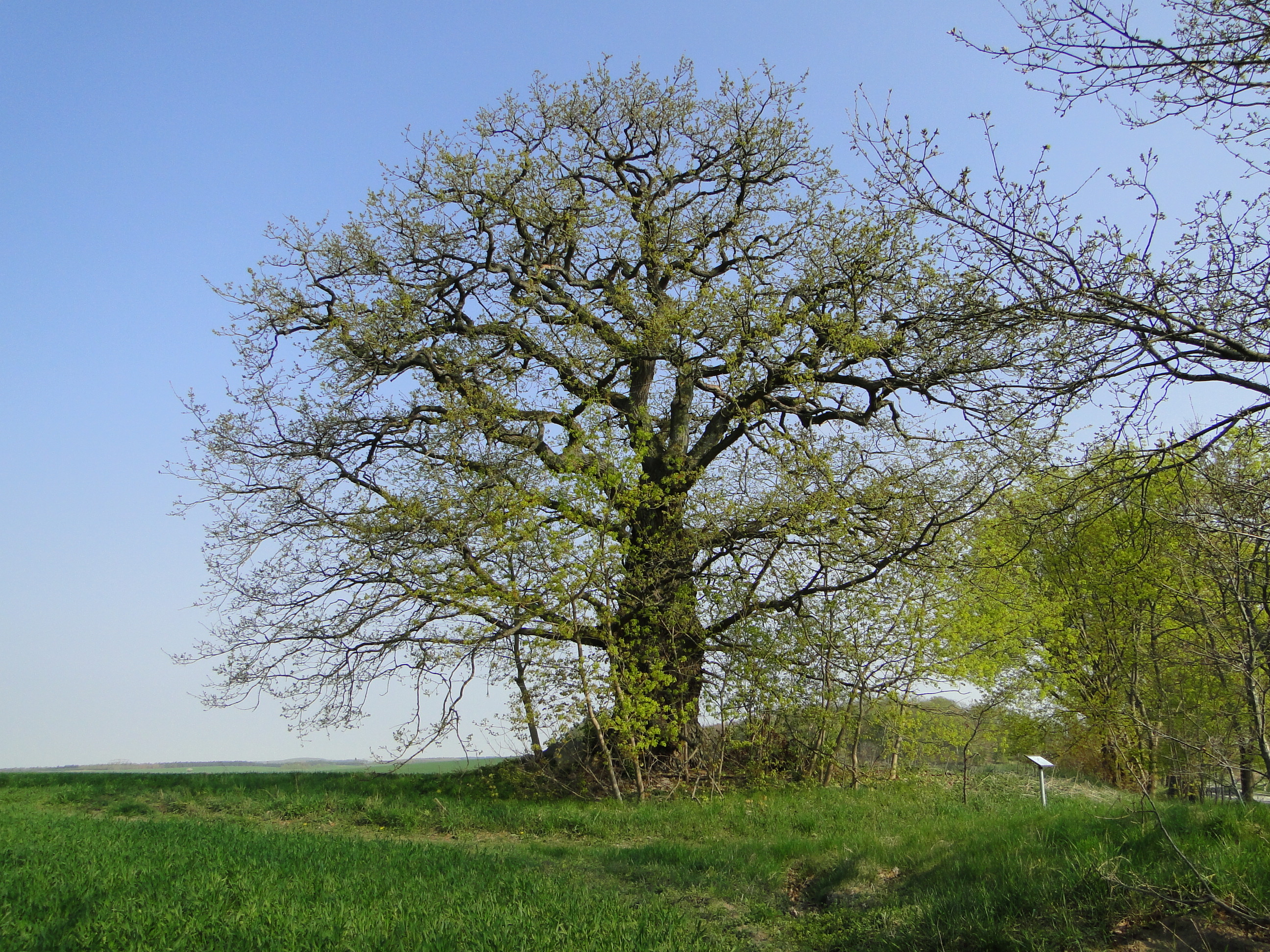
Spendiner Schäfereiche nahe dem Gerichtsberg (2011)

In ganz Mecklenburg sowie auch im Bereich des Klosteramtes Dobbertin hatte es vermeintliche Hexen und Gerichtsverhandlungen gegen Zauberinnen und Zauberer gegeben.
Bis Mitte des 17. Jahrhunderts wurden auch im Klosteramtsgebiet Hexenprozesse durchgeführt und Todesurteile durch Scharfrichter vollstreckt. Aus den Jahren von 1594 bis 1683 sind bisher 25 Hexenprozesse aktenkundig bekannt. Davon allein 14 wegen Hexerei mit neun Todesurteilen durch Verbrennung auf dem Scheiterhaufen in Dobbertin.
Am Nordrand von Dobbertin auf einer Anhöhe in den Spendiner Tannen, dem Gerichtsberg, stand einst der Galgen des Dobbertiner Amtsgerichts und dort wurden die Urteile vollstreckt. Dat Gericht war damals bewusst nahe am alten Landweg nach Güstrow errichtet worden, denn so konnte man Räuber und Gesindel besser abschrecken und von Dobbertin fernhalten. Auf der Karte von 1777 des Landvermessers von See ist das Flurstück mit dem Namen Bei dem Gerichtsberg verzeichnet worden.
Das Klosteramtsgericht schien in diesen Jahrzehnten stark beschäftigt gewesen zu sein, denn zum Klosteramt gehörten mit der vorderen und hinteren Sandpropstei zeitweise 132 Dörfer mit 26 Gütern und 17 Pachthöfen, dazu noch 16 Mühlen, 12 Forsthöfe, diverse Dorfkrüge, Ziegeleien, Glashütten, mehrere Schulen und 25 Kirchen. Bei den häufigen Gewalttätigkeiten, Schlägereien mit Körperverletzungen, Giftmorden, Diebstählen von Vieh, Fisch, Pferden, Schilf und Holz, Ehebruch, ungebührlichem Betragen in der Öffentlichkeit, Diebstahl von Kirchengeld und Beleidigung von Pastoren sowie Zauberkunst und Hexereien im gesamten Klostergebiet waren auch die Landreiter als klostereigene Polizei überfordert.
Als Vorsteher des Klosteramtsgerichts fungierte der jeweilige Klosterhauptmann. Beisitzer waren der Küchenmeister als Finanzbeamter des Klosteramtes und der Amtsaktuar als Protokollant. Als Bevollmächtigter für die juristische Bearbeitung und als Richter im Klosteramtsgericht war der Syndicus zuständig. Anwesend war auch immer der Dobbertiner Pastor als Seelsorger der Angeklagten und bei einigen Verhören erst einmal als Gast mit Genehmigung der Güstrower Herzöge der Scharfrichter aus Güstrow.
Neben dem Landreiter, als klostereigener Polizist, gab es noch den Gerichtsdiener, der auch für die Bewachung und Versorgung der Inhaftierten im Klostergefängnis zuständig war. Vor 1674 befand sich das Klostergefängnis noch im Pforthaus, der Klosterpforte des ehemaligen Nonnenklosters. Die Verhandlungen fanden im Gerichtszimmer des Amtshauses, in dem auch der Klosterhauptmann wohnte, statt. Nur nach Folterungen und erfolgter Tortur ging man in das Pforthaus, wo sich auch das Gefängnis befand.
Zur Urteilsfindung befragte das Klosteramtsgericht bei strengen Urteilen immer das Belehrungsinstitut, die Juristische Fakultät der Universität zu Rostock. Bei zu erwartenden milderen Urteilen befragte man auch schon mal die Juristische Fakultät der Universität zu Greifswald. Die Verhandlungen fanden im Gerichtszimmer im Amtshaus der Klostervorsteher statt.

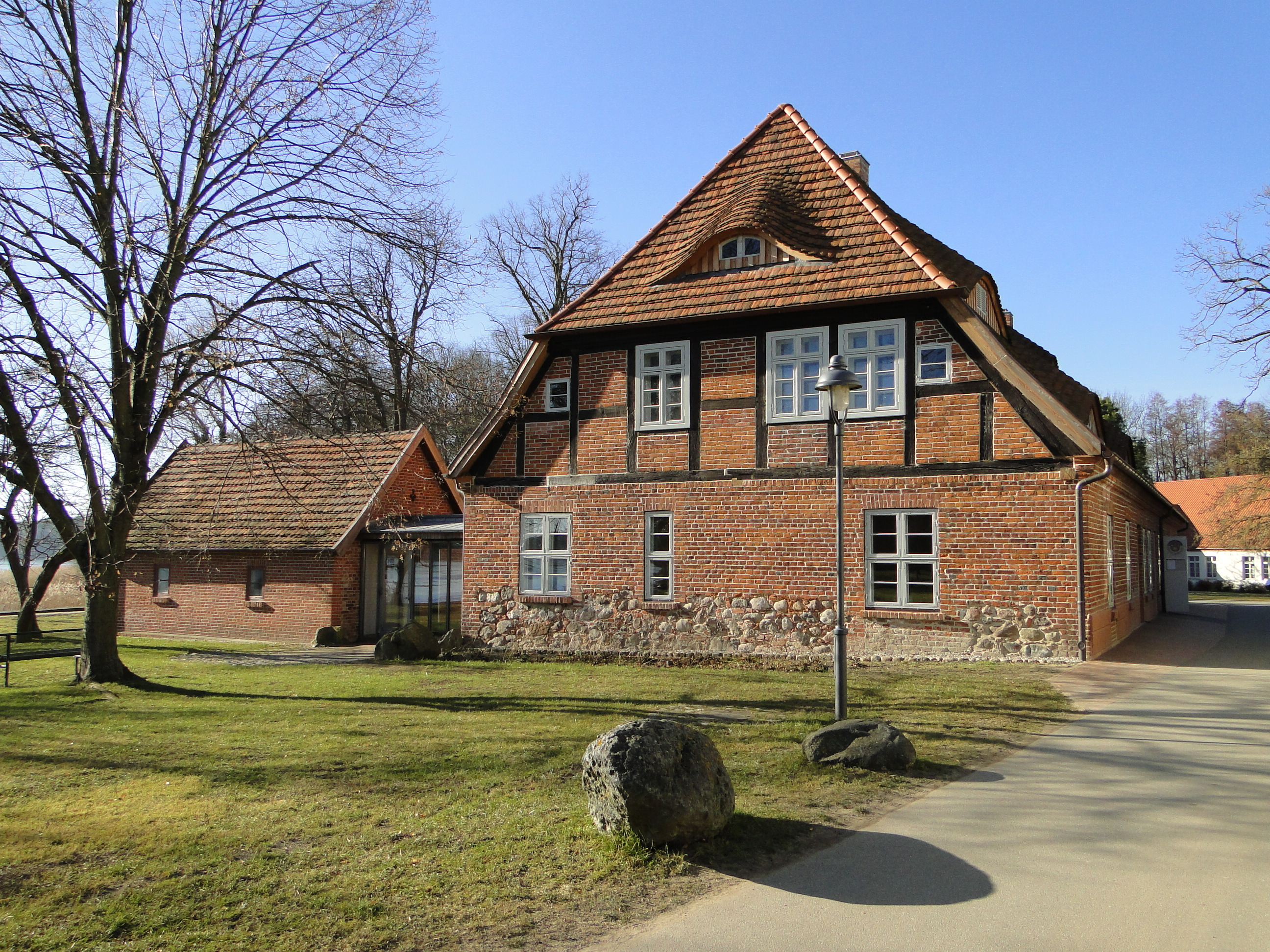
Brau- und Brennhaus, Gefängniszellen im Dachgeschoss (2013)
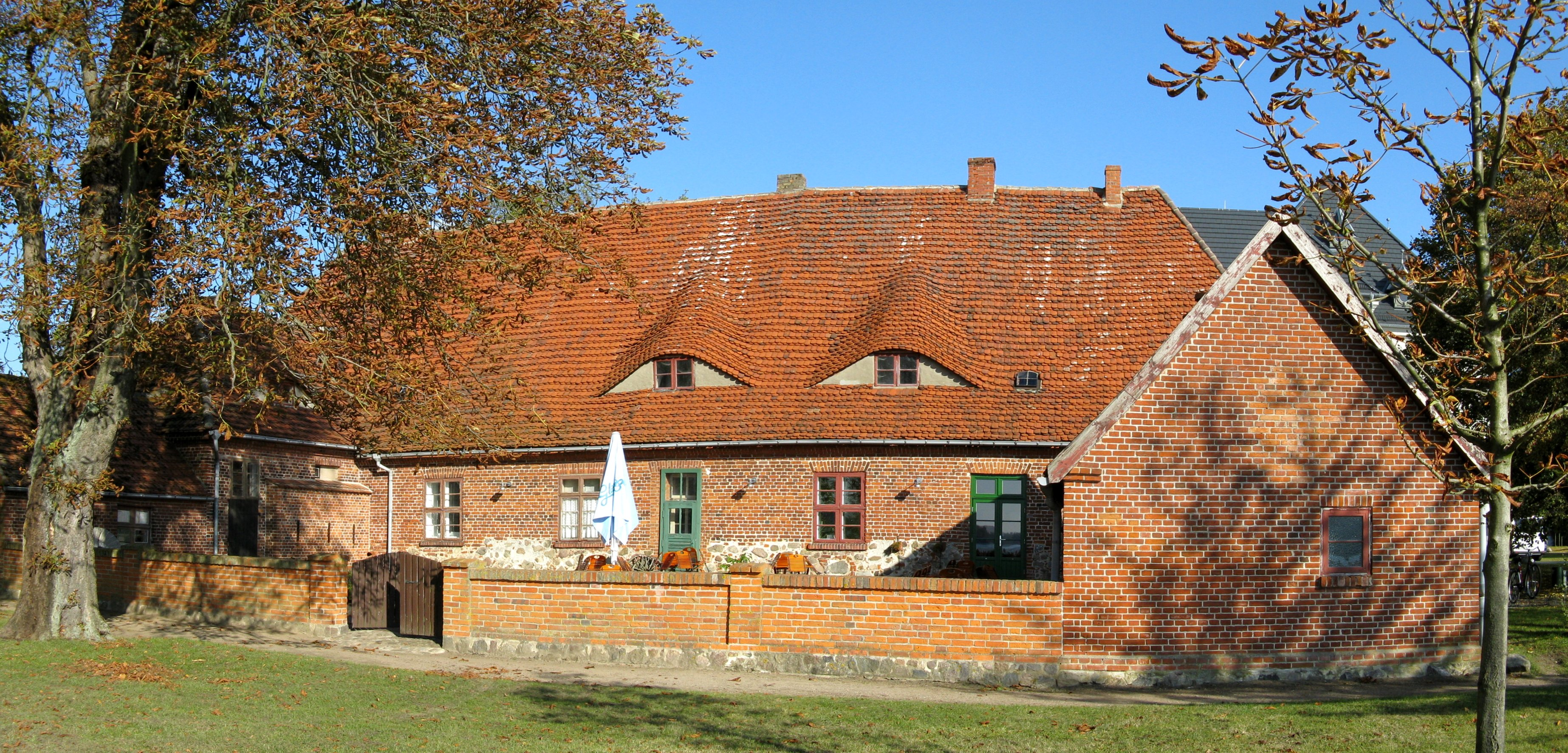
Brau- und Brennhaus, Dachgeschoss mit Fledermausgauben (2009)
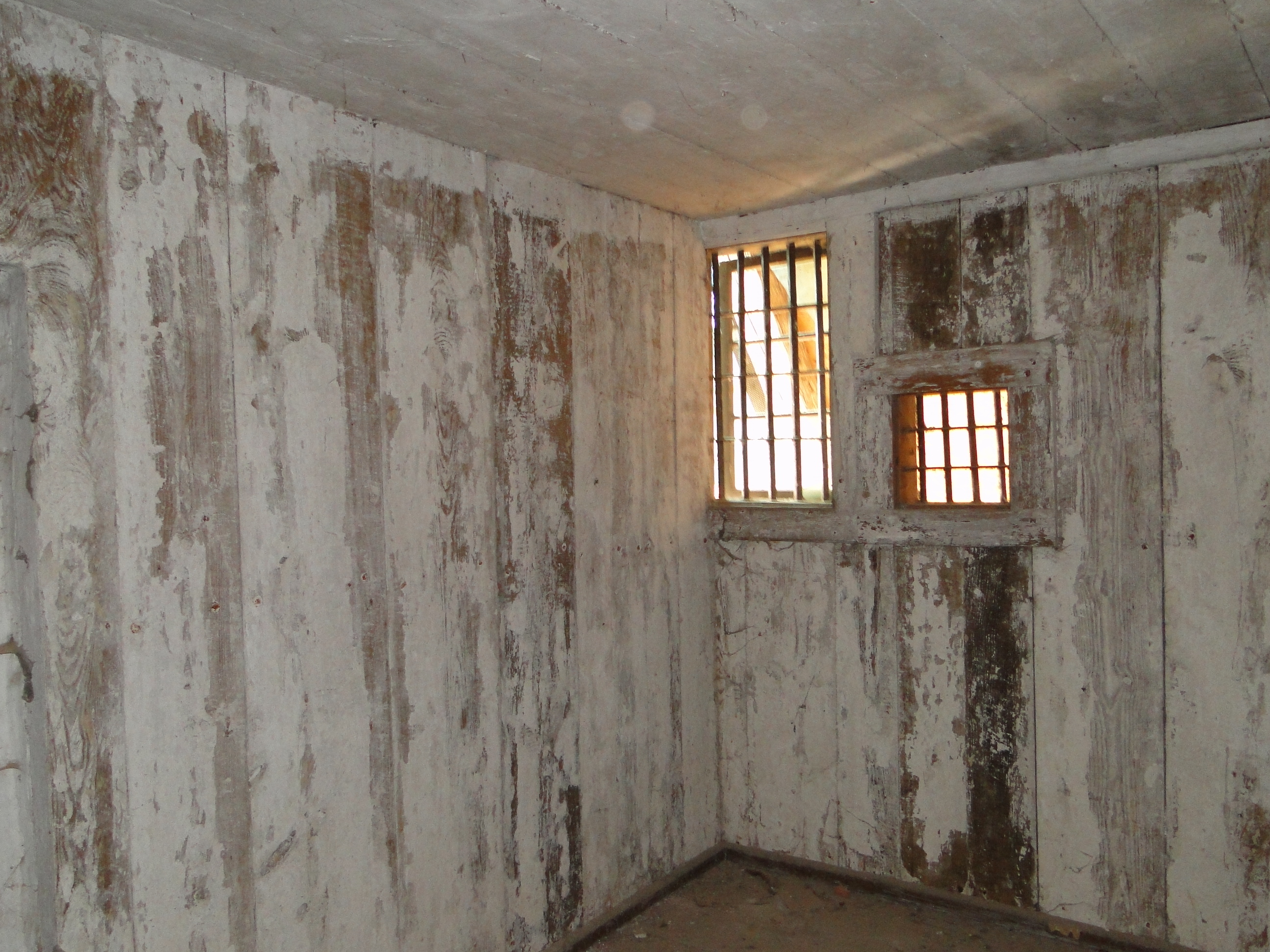
Brau- und Brennhaus, Gefängniszelle (2011)
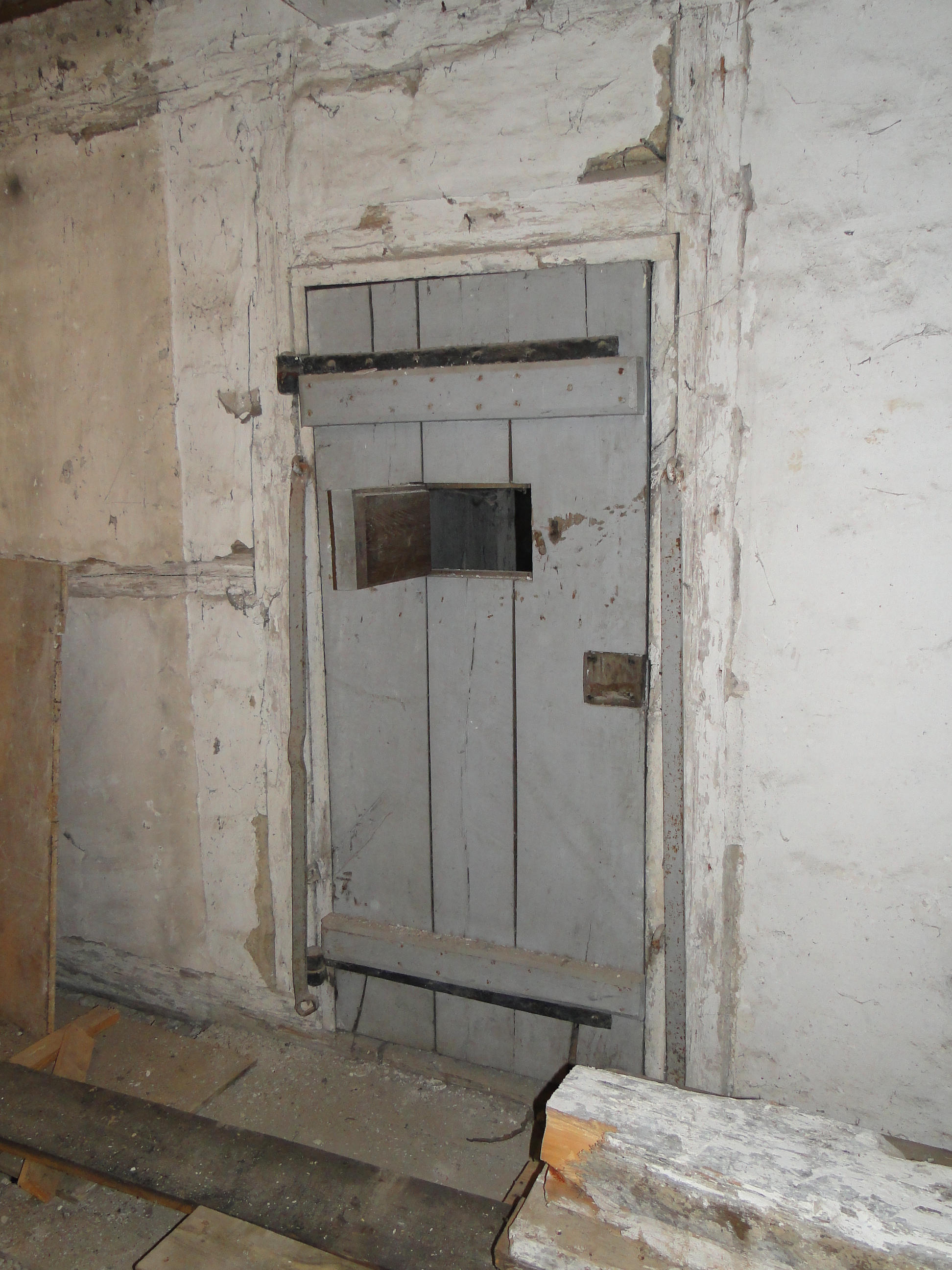
Brau- und Brennhaus, Eichenbohlentür mit Fenster (2011)
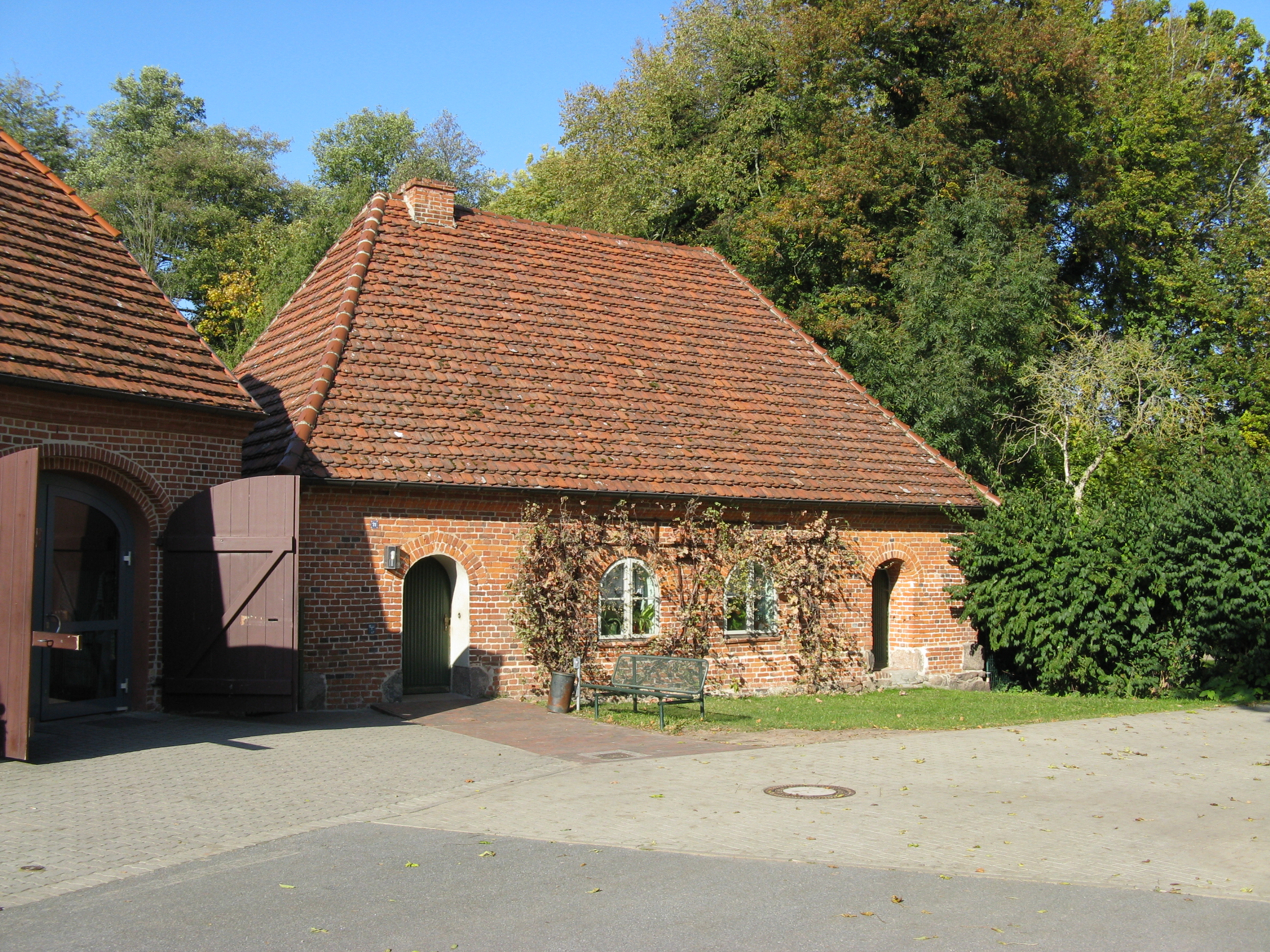
Pforthaus, vor 1674 als Gefängnis genutzt (2009)

## Hexenprozesse

### Hexenprozesse in Dobbertin
- 1594 Fischer, Anna, Verbrennung auf dem Scheiterhaufen.[9] ...mit dem feuer vom Leben zum todt zurichten sei.
- 1594 Stindmann, Anna, Urteil nach Folter.[10]
- 1595 Hovemann, Lena, Verbrennung auf dem Scheiterhaufen.[11]
- 1595 Kagen, Margarete, Verbrennung auf dem Scheiterhaufen.
- 1595 Lange, Anna, Endurteil nach Tortur nicht bekannt.
- 1595 Lange, Catharina, Endurteil nach Tortur nicht bekannt.[12]
- 1603 Bolten, Anna, Verbrennung auf dem Scheiterhaufen.
- 1604 Ortmann, Anne, Verbrennung auf dem Scheiterhaufen.
- 1604 Vickesche Verbrennung auf dem Scheiterhaufen.
- 1637 Plagemann, Ilse, Endurteil nach Tortur nicht bekannt.
- 1662 Schroeder, Anna, Endurteil nach Tortur nicht bekannt.[13]
- 1665 Volckmann, Trine, Endurteil nach Tortur nicht bekannt.
- 1667 Dolgen, Annen, Endurteil nach Tortur nicht bekannt.
- 1673 Granzow, Katarina, Verbrennen auf dem Scheiterhaufen.[14][15]
- 1674 Theetzlaff, Verbrennung auf dem Scheiterhaufen.

1674 fand auf dem Gerichtsberg mit der Theetzlaff die letzte Dobbertiner Verbrennung auf dem Scheiterhaufen im Beisein des Klosterhauptmanns Friedrich von Jasmund, dem Syndicus Dr. Joachim Nesen und dem Güstrower Scharfrichter Claus Lowsen statt.

### Hexenprozesse im Umfeld von Dobbertin
Lähnwitz

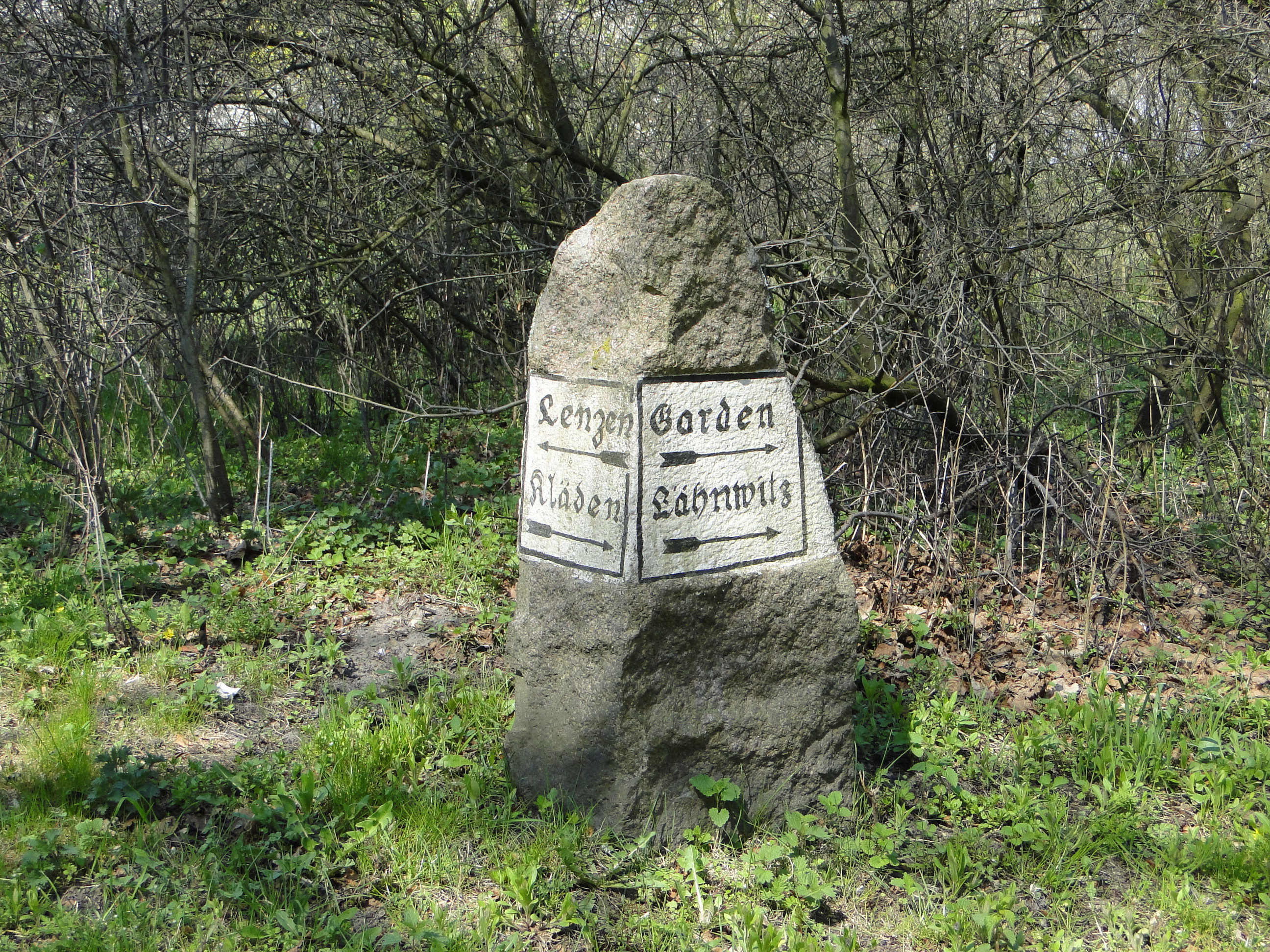
Wegweiserstein am alten Landweg nach Lähnwitz (2011)

- 1602 Bornesche, Trine Teufelsbuhlschaft mit Todesurteil durch Enthauptung.

Mestlin
- 1557 Schultes, Joachim Zauberei und Segnung von Vieh und Pflug, Urteil nicht bekannt.

### Hexenprozesse in der Sandpropstei
Alle Gerichtsverfahren wurden durch das Klosteramtsgericht im Klosteramt zu Dobbertin durchgeführt.
Lexow
- 1634 Drewes, Trine, allgemeine Bezichtigungen, Verfahren nicht bekannt.
- 1635 Drewes, Trine, wieder allgemeine Bezichtigungen, mehrfache Anklage, Verfahren nicht bekannt.
- 1665 Stuedemann, Margaretha, Entlassung, Verfahren nicht bekannt.
- 1674 Gantzowen, Catharina, nach Torturwiederholung Widerruf, Todesurteil Verbrennung.
- 1674 Hechts, Hedwig, mehrfache Anklage, nach allgemeiner Tortur Entlassung.
- 1682 Tiedeman, Anna Grete, mehrfache Anklage wegen Teufelsbuhlschaft, Fluchtversuch, Urteil nicht bekannt.
- 1669 Heins, Maria, schlechter Ruf, Entlassung nach formaler Verfahrensrüge.
- 1669 Seliken (Selig), Dorethea, Menschenschädigung, Fluchtversuch nach Torturwiederholung.

Sietow
- 1662 Schröder, Anna Zauberei und Hexerei, nach Urfehde des Landes verwiesen.[17]
- 1669 Heins, Maria Schlechter Ruf, nur Verfahrensrüge vor Entlassung.
- 1669 Seliken, Dorothea Menschenschädigung, Fluchtversuch nach Torturwiederholung.[18]

## Aus alten Klosterakten
Unter dem noch vorhandenen Aktenbestand des Klosteramtsgerichts befinden sich nur wenige Gerichtsakten zu durchgeführten Hexenprozessen im Klosteramt Dobbertin. Aus einigen Akten konnte der Prozessverlauf rekonstruiert werden.
Dobbertin
- Aufgenommene Ehrliche Zeugniskundschafft, wider Catharinen Grantzowen Hans Weltsihnen hfrowen im Dörffe Dobbertin in po prot venefici (Zauberei) 13 Septbr 1673.[19]

Dahinter verbergen sich 78 Blätter, auf denen große Teile des Prozesses aufgeschrieben sind. Man kann daraus entnehmen, wie damals solche Hexenprozesse geführt wurden. Es ist aus diesen Gerichtsakten aber nicht zu erfahren, wer die Anzeige bzw. die Denunziation besorgt hat und eben sowenig, warum dies geschah.
Die als Hexe angeklagte Katarina Granzow war die Frau des nicht ganz unvermögenden Dobbertiner Gastwirts Hans Weltzien. In ihrer Jugend hatte sie beim Klosterfräulein von Below im Damenstift gedient. Als Gastwirtin musste sie gegenüber einigen Gästen resolut sein, denn ihr Mann hatte wohl vorwiegend in der Landwirtschaft zu tun. An einer Stelle im Befragungsprotokoll sagte sie, sie habe zaubern gelernt, weil es ihr im Kriege um 1634 schlecht ergangen sei. In den Klosterakten befinden sich noch akkurate Verzeichnisse von Durchmärschen der Kaiserlichen und der schwedischen Truppen.
Es wurden 19 Zeugen aufgeboten, um der Angeklagten die Zauberei nachzuweisen. Von allen sind der Name, der Beruf und das Alter bekannt. Fünf Zeugen wohnten nicht mehr in Dobbertin, aber alle arbeiteten für das Klosteramt und waren vom Klosteramt abhängig. Joachim Löwe und Joachim Schmidt waren Schützen im Forstamt, Andreas Ludwig und Heinrich Köpke als Landreiter klostereigene Polizisten, die dem Klosterhauptmann unterstanden. Michael Preuße war Müller und hatte die Dobbertiner Mühle vom Klosteramt gepachtet und wird nicht gegen die Belange der Klosteramtsverwaltung gehandelt haben. Sein 20-jähriger Knecht dürfte sich an seinen Herren gehalten haben. Der Bauknecht Paschen Cordes arbeitete auf dem Klosterbauhof. Der Fischer Bartolomeus Lembke war als Pächter des Dobbertiner Sees ebenfalls vom Klosteramt abhängig. Aber auch ein Bauer und vier Frauen waren unter den Zeugen.
Von den weiteren am Prozess beteiligten Personen ist besonders der öffentlich zugelassene und legitimierte Notar Cristiany Schovig aus Güstrow zu nennen, der die juristischen Aufgaben wahrnahm und die heute noch vorhandenen Protokolle abfasste. Die Hauptpersonen und Vertreter der Anklage waren der Klosterhauptmann Christoff Friedrich von Jasmund und sein Küchenmeister Arnd Kalsow. Der Küchenmeister als Finanzbeamter des Klosteramtes war auch der Vermittler zur Urteilsfindung mit dem Dekan, dem Senior und den Doctores der Juristen Fakultät der Universität zu Greifswald. Der Seelsorger der Angeklagten war Vincent Lukow, denn die Pastorenstelle war seit 1672 vakant.
Die Verhandlungen fanden 1673 im Gerichtszimmer des Amtshauses im Dobbertiner Kloster statt und endeten am 13. April 1674 im Gefängnis im Pforthaus. Ob die Angeklagte Katarina Granzow nach den Folterungen und monatelangem Aufenthalt im dortigen Gefängnis noch zu gehen imstande war, ist nicht aufgeschrieben worden. Das endgültige Urteil wurde am 8. Mai 1674 gesprochen.
Aus den unzähligen Vernehmungsprotokollen geht hervor, dass sie von Jugend auf dem bösen Gerücht der Hexerei unterlag und zu Hause viel Teufelswesen betreibe. Im Verlauf des Prozesses hatte der Richter viele Zeugen so geschickt befragt und ihnen dann ihre Aussage in den Mund gelegt.
Es wurde nur vom Hörensagen von Fahrten zum Blocksberg, der als Hexentanzplatz galt, und den dortigen Vorgänge gesprochen. Doch auf der Dobbertiner Feldmark ist kein Blocksberg bekannt. In mehreren Frageartikeln spielte der Sohn der Angeklagten eine Rolle. Angeblich wollte sie ihrem Sohn die Zauberei beibringen. Da er solches nicht wollte, war er vom Bösen besessen. Die unterschiedlichen Aussagen der Zeugen dienten zum Beweis der Hexenkunst. Recht rätselhaft auch der Vorgang, bei dem der Sohn Holz für das Klosteramt fahren musste und das Pferd krank und angeschwollen war. Offenbar ist das Pferd wieder gesund geworden. Doch seltsamerweise hatten der Fischer und der Schmiedeknecht diesen Vorfall miterlebt und der nicht dabei gewesene Landreiter Ladwig meldete den Vorgang beim Amt. Als der Amtsschütze Schmidt bezeugen sollte, dass der Sohn der Angeklagten die Hexerei seiner Mutter bestätigt hatte, kam das schlechte Gewissen und er habe das schon wieder vergessen, weil es so lange her sei. Der Küchenmeister Kalsow erinnerte ihn daran, dass er es ihm einmal auf einer Reise erzählt habe. Auch der Küchenmeister hatte anscheinend eifrig beigetragen, die Angeklagte zu belasten. Einige Fragen des Gerichts gehen auch direkt auf das Gerücht der Hexerei ein und greifen bewusst auf das Geschwätz der Mitmenschen zurück. So wird die Angeklagte mit der in Güstrow getöteten Hexe Karnatschen in Verbindung gebracht. Man wollte von ihr Wissen, ob sie bei der verurteilten Zauberin, der Karnatschen aus Güstrow, am Feuer gesessen und sehr verdächtige Reden geführt habe. Die beiden Zeugen, ein Schütze und ein Landreiter, bejahen die Frage, obwohl sie nie in Güstrow waren.
Gravierender ist der Umstand, dass der Angeklagten offensichtlich kein Verteidiger gestattet wurde.
Man kann aus den Anleitungen der Juristen von der Universität Greifswald entnehmen, dass bestimmte Punkte zu einer Verurteilung führen können. Es sind sieben Fragen, auf die sich das Todesurteil stützt. Beim siebenten Verhör seit dem 13. September 1673, drei waren schon mit der Folter verbunden, ermahnte sie der Pastor und danach legte ihr der Scharfrichter die Daumenschrauben und Beinstöcke an. Nach dem ersten Grad der Tortur gelobte die Gefangene zu bekennen: Sie wäre eine Zauberin. Am 7. Februar 1674 hatte sie alle Geständnisse widerrufen, doch schon 18. März 1674 gestand sie nach der Folter wieder alle Anklagepunkte. In der Anweisung der Greifswalder Juristen vom 23. April 1673 ist zu lesen: Sollte die Angeklagte alsdann die Zauberei eingestehen und ihr Geständnis bestätigen, so ist sie entsprechend unserem vorigen Entscheid vom Leben zum Tode zu bringen. Wenn sie aus den angeführten Gründen mildere Umstände zugesprochen erhält, soll sie zuvor enthauptet und danach verbrannt werden.
Am 8. Mai 1674 wurde das endgültige Urteil gefällt. Es gibt keine Protokolle darüber, wie das Urteil zustande kam und wie es der Angeklagten mitgeteilt wurde. Die Herren Beambten dieses Closter Ambts erkennen den Feuertod für Recht.
Endurtell
Hinnoch Catharina Grantzowen Hans Weltzihns Eheweib für diesem öffentlich gezeigtem Peinlichen HalsGerichte ihre begangene vndt Bekandte Zauberysünde, ratificiret vndt erkrefftigt Alß sprechen vndt Erkennen die Herren Beambten dieses ClosterAmbts, auf eingeholetes Recht der Rechtsgelarten für Recht: Daß kegenwertige Sünderin Catharina Gantzowen, Andern zum abscheulichen Exempel vndt ihr zur wolverdienten straffe mit dem Fewer vom leben zum todte zu bringen vndt hin zu richten sey, von Rechtwegen. Publicatum aufm ClosterAmbte Dobbertin den 8ten May Anno 1674.
Mestlin
Im Kloster Dobbertin und seinen Klosterdörfern erfolgte während der Reformation 1557 auch in Mestlin eine Revision. Dort gab es einen besonderen Fall, da hier ein männlicher Delinquent in der ersten Revision der Mestliner Kirche im Protokoll genannt wurde. Im Protokoll heißt es: Zu Mestelyn ist Joachim Schultes angegeben (angezeigt), das ehr die Leute betruege, schreibe briue (Briefe) und segnet das Viehe. Als er vor den Visitatoren erschienen war, wurde beklagt, dass er mit der Zauberei und schrecklichen Lügen herumgehe. Es wurden auch Schriften und Bücher bei ihm gefunden, in denen steht, wie er zu segnen und zu böten (besprechen) hat. Da er als Zauberer ermittelt wurde, hatte ihn der Dobbertiner Klosterhauptmann Jürgen von Below nach Dobbertin holen und verhaften lassen. Auch die Bücher und Schriften sind beim Klosterhauptmann gesichert worden. Weitere Akten zu diesem Fall sind nicht mehr vorhanden.
Sietow
- Artikuli inquisitionalis (Fragepunkte) ct. Annen Schröders Bademutter in Sitow in pcto. (Punkto) veneficy (Zauberei) 1662.

Die aus Sietow stammende Bademutter Anna Schröder wurde wegen erwiesener böhterey, Besprechung von Krankheiten zum Zwecke der Heilung, und berichteter Zauberey eine geraume Zeit bey dem Closter Ambte Dobbertin gefenglich eingezogen. Nach dem eingeholten Urteil der Rostocker Rechtsgelehrten der Juristenfakultät hatte sie eine straffe ausstehen und erleiden müssen. Eine Wiederholung der Tortur auff Closterhofe zu Röbel erbrachte keine Aussage. Der durch den Röbeler Sandpropst Hieronymus Christoph Gerlach eingeholte Rat der Rechtsgehrten brachte ein mildes Urteil, denn die Bademutter wurde in soweit Frey gesprochen und auf freyen fus gestellet worden. Nachdem sie Urfehde unter Eid schwören musste, wurde Anna Schröder entlassen. Sie hatte von nun an das Closter Ambt und deßen Dörffern genzlich zu meiden und nimmermehr solange sie leben werde, darin sich sehen zu laßen.
- Acta inqusitionalis ctr. die verehelichte Simon, geb. Seelig aus Sietow in pto.Zauberey 1665–1670.[24]

Nach Verdachtsmomenten 1665 gegen Dorothea Simon, geb. Selig (Selicke, Zehlicke) ließ der Dobbertiner Klosterhauptmann Christoph Friedrich von Jasmund und der Küchenmeister Arend Kalsow für sein dortiges Gebiet mit den umliegenden Orte einen Schutzbrief ausstellen. Der Hirte Hans Gößler zu Gotthun hatte behauptet, er sei vom bösen Geist besessen und das habe ihm Dorothea Simon beigebracht. Am 5. Juli 1669 erhielt die Juristenfakultät in Rostock ein protocollum inquisitionis. Es wurde ex officio, von Amts wegen ohne Antrag gegen sie verfahren. Auch ihre Eltern und wo sie vorher war, wurden befragt und bescheinigten aber ihren guten Ruf. Doch das Befragungsprotokoll mit den Behauptungen des Hirtens, die vom Pastor massiv unterstützt wurden, waren belastend.
Da die Selig schon dreimal vor einem Verhör geflohen war, wandten sich die Klosterbeamten Ende Juli an Herzog Christian Louis. Auf Befehl des Superintendenten hatte ihr der Pastor die Beteiligung am heiligen Abendmahl versagt und sie wurde nun ins Gefängnis verbracht. Monate vergingen mit Zeugenbefragungen, die Dorfschulzen und Bauern der Dörfer Lärz, Schwarz, Diemitz und Sietow sprachen nur zu ihrem Gunsten. Die Zeugenvernehmung erfolgte durch den Notar Schwowig, der auch in anderen Dobbertiner Prozessen protokollierte. Aus weiteren vorliegenden Protokollen mit immer 20 Fragen ging hervor, dass der vermeintlich besessene Hirte Rößler melancholisch war und nicht nur er vom Sietower Pastor Johann Hein beeinflusst wurde. Daraufhin hatte die Rostocker Juristenfakultät am 14. März 1670 dem Dobbertiner Klosteramtsgericht empfohlen, die Sehlig aus der Haft zu entlassen und wieder zum Abendmahl zuzulassen. Jürgen Simon hatte sich beim Superintendenten in Malchow beschwert, weil der Sietower Pastor weiterhin das Abendmahl verweigerte. Zum darauf festgelegten Treffen zwischen dem Pastor und Simons Frau am 16. Juni 1670 erschien der Pastor nicht. Er sei krank und behauptete, die Simonsche habe ihn solche Kranckheit zugefügt. Zu den weiteren Gerüchten fehlen die Akten.

## Karten
- Bertram Christian von Hoinckhusen: Mecklenburg Atlas mit Beschreibung der Aemter. um 1700, Blatt 61 Beschreibung des Klosters Amt Dobbertin.
- Direktorial – Vermessungskarte Von dem Hochadelichen Dobbertinschen Klosteramts 1759.
- Brouillion von dem Dorffelde Dobbertin zum Hochadel Kloster Dobbertin  auf Verordnung Gemeinschaft Directorial Commission vermessen aus 1771 durch F. von See, reticifiert und gezeichnet im Jahre 1824 von Heinrich Christoph Stüdemann, Maßstab 1:4.820 Ruthen.
- Dobbertin Kopie einer Karte Jager See, Dobbiner See, Klädener See vermessen 1777 von F. von See.
- Historischer Atlas von Mecklenburg, Wiebekingsche Karte von 1786, Blatt 23, Maßstab 1:25.000, Köln, Graz 1869.
- Die Topographisch oekonomisch und militaerische Karte des Herzogtums Mecklenburg-Schwerin und des Fürstentums Ratzeburg des Grafen Schmettau 1788.